# 白莉莉
白莉莉（1978年10月29日—），出生于上海，中国足球运动员，中国国家女子足球队成员，司职前锋。她曾随队参加2002年亚洲运动会、2004年雅典奥运会和2006年亚洲杯女子足球赛。